# Часовське сільське поселення
Ча́совське сільське поселення (рос. Часовское сельское поселение) — муніципальне утворення у складі Сиктивдинського району Республіки Комі, Росія. Адміністративний центр — село Часово.

## Населення
Населення — 1038 осіб (2017, 1045 у 2010, 1066 у 2002, 1337 у 1989).

## Склад
До складу поселення входять такі населені пункти:
| Населений пункт        | Населення, осіб (1989) | Населення, осіб (2002) | Населення, осіб (2010) |
| ---------------------- | ---------------------- | ---------------------- | ---------------------- |
| Велика Слуда, присілок | 101                    | 93                     | 89                     |
| Красна, присілок       | 176                    | 174                    | 156                    |
| Кеччойяг, селище       | 88                     | 23                     | 48                     |
| Мала Слуда, присілок   | 144                    | 132                    | 134                    |
| Часово, село           | 700                    | 536                    | 506                    |
| Язель, селище          | 128                    | 108                    | 112                    |